# Iwan Jarmysch
Iwan Jarmysch (ukrainisch Іван Ярмиш, engl. Transkription Ivan Yarmysh; * 15. Februar 1925 in Kirowohrad, Ukrainische SSR; † 3. April 1990 in Kiew) war ein sowjetisch-ukrainischer Geher.
Bei den Olympischen Spielen 1952 in Helsinki wurde er Sechster im 10.000-Meter-Gehen.